# Sent Antòni d'Auba-ròcha
Sent Antòni d'Auba Ròcha (en francès Saint-Antoine-d'Auberoche) és un municipi francès situat al departament de la Dordonya i a la regió de la Nova Aquitània.

## Demografia
| 1962                                       | 1968 | 1975 | 1982 | 1990 | 1999 | 2007 |
| ------------------------------------------ | ---- | ---- | ---- | ---- | ---- | ---- |
| 109                                        | 105  | 107  | 126  | 115  | 146  | 149  |
| Des de 1962: població sense dobles comptes |      |      |      |      |      |      |

## Administració
| Període   | Identitat        | Partit |
| --------- | ---------------- | ------ |
| 2000-2008 | Pascal Cauchois  |        |
| 2008-     | Stéphane Mottier |        |